# Darkwing Duck
Darkwing Duck (deutsche Tagline Der Schrecken der Bösewichte) ist eine Disney-Zeichentrickserie mit 91 Folgen, die ab Herbst 1991 als Teil des Programmfensters The Disney Afternoon erstausgestrahlt wurde. Die Titelfigur ist eine Batman-Persiflage. Das Erste zeigte die Serie ab 6. März 1993 im Disney Club, Wiederholungen auf verschiedenen Sendern folgten.

## Inhalt
Darkwing Duck ist ein Superheld, der versucht, seine Heimatstadt Sankt Erpelsburg (St. Canard) vor dem Verbrechen zu schützen. Im Gegensatz zu anderen bekannten Superhelden wie Batman oder Spider-Man geht er jedoch nicht immer professionell vor. Sein Problem: Er jagt Verbrecher nicht nur, um die Stadt zu beschützen, sondern auch, um Ruhm und Ehre zu erhalten. In einigen Fällen gefährdet er dabei sogar seine Missionen durch lange Monologe in der 3. Person und überflüssige Dramaturgie. Durch seine Ungeschicklichkeit unterlaufen ihm viele Fehler und er ist auch wegen seines Egos selten bereit, Hilfe anzunehmen. Im Unterschied zu Protagonisten anderer Zeichentrickserien, wie z. B. Inspector Gadget, die mehr Karikaturen von Superhelden ähneln, ist Darkwing letztendlich immer in der Lage, über seine Widersacher zu triumphieren, auch wenn er dabei oft auf die Hilfe seiner Gefährten angewiesen ist.
Auffallend an seiner Person sind neben dem violetten Kostüm seine metapherbeladene Sprechweise sowie die fantasievollen Ankündigungen seiner selbst (beispielsweise „Ich bin das Kaugummi, das unter deiner Schuhsohle klebt.“ oder „Ich bin die lose Schraube in deinem Verbrechergehirn.“). Auch sein Motto „Zwo, Eins, Risiko!“ (eng. „Let’s get dangerous!“), das er oft, meist als Auftakt zu einer waghalsigen Aktion, äußert. Hilfreich ist außerdem seine Allzweckpistole, die unter anderem auch Kletterseile und Netze abschießen kann. Sie schießt auch die Rauchpatronen ab, die Darkwing dazu dienen, sich und seine Verbündeten schnell außer Gefahr zu bringen oder Gegner außer Gefecht zu setzen (was Darkwing häufig mit „Schnupper Gas, Bösewicht!“ ankündigt). Doch auch im waffenlosen Kampf ist er nicht zu unterschätzen. Dabei verwendet Darkwing eine Variation einer Quack Fu genannten Kampfkunst, die er einst im Fernen Osten von seinem alten Mentor Gans Lee (im Original Goose Lee) erlernt hat.
Darkwing Duck führt unter seinem Klarnamen als Eddie Erpel (im Original Drake Mallard) ein gewöhnliches Leben als Bürger der Stadt St. Erpelsburg. Einzig seine Adoptivtochter Kiki, sein Pilot Quack und der Nachbarssohn und Freund von Kiki, Alfred Wirrfuß, sind in Kenntnis über sein Doppelleben.

## Figuren
| Figur                       | Originalsprecher    | Deutscher Sprecher                    |
| --------------------------- | ------------------- | ------------------------------------- |
| Darkwing Duck/Eddie Erpel   | Jim Cummings        | Gudo Hoegel                           |
| Quack der Bruchpilot        | Terence McGovern    | Engelbert von Nordhausen              |
| Kiki Erpel/Zündelmeier      | Christine Cavanaugh | Claudia Lössl (Ep. 1, 2) Inez Günther |
| Morgana Makaber             | Kath Soucie         | Manuela Renard                        |
| Moloculo Makaber            | Jack Angel          | Thomas Reiner                         |
| Neptunia                    | Susan Silo          | Sandra Schwittau                      |
| Direktor Julius Ganter      | Danny Mann          | Niels Clausnitzer                     |
| Agent Grizzlikopf           | Ron Feinberg        | Hartmut Neugebauer                    |
| Alfred Wirrfuß              | Katie Leigh         | Sabine Bohlmann                       |
| Fiesoduck                   | Jim Cummings        | Ekkehardt Belle                       |
| Megavolt                    | Dan Castellaneta    | Udo Wachtveitl                        |
| Buxbaum                     | Tino Insana         | Horst Sachtleben                      |
| Quackerjack                 | Michael Bell        | Philipp Moog                          |
| Liquidator                  | Jack Angel          | Berno von Cramm                       |
| Torro Bulba                 | Tim Curry           | Donald Arthur                         |
| Herb Wirrfuß                | Jim Cummings        | Michael Rüth                          |
| Binky Wirrfuß               | Susan Tolsky        | Marion Hartmann                       |
| Herb Wirrfuß Junior         | Dana Hill           | Dirk Meyer                            |
| Dingsbums-Duck/Otto Frühauf | Hamilton Camp       | Crock Krumbiegel                      |
| Eisenbeiß                   | Rob Paulsen         | Christian Tramitz                     |
| Salpetra Schniefschnabel    | Mitzi McCall        | Anita Höfer                           |
| Professor Moliarty          | Jim Cummings        | Hans-Rainer Müller                    |
| Tuskerninni                 | Kenneth Mars        | Mogens von Gadow                      |

### Darkwing Ducks Team
- Kiki Erpel geb. Zündelmeyer (Gosalyn Mallard / Waddlemeyer) ist Darkwings Adoptivtochter. Obwohl ihr Adoptivvater es ihr eigentlich verbietet ihn bei seinen Missionen zur Bekämpfung des Verbrechens zu begleiteten, toleriert er die Beteiligung des bauernschlauen und aufgeweckten Mädchens an seinen Einsätzen und betrachtet sie bisweilen als eine nützliche Gefährtin. Sie wird in der Pilotfolge von Darkwing aufgenommen, nachdem ihr Großvater (Professor Zündelmeyer/Waddlemeyer) von Torro Bulbas Untergebenen ermordet wurde.
- Quack (Launchpad McQuack), der Bruchpilot, kann das als Donnerquack bezeichnete Fluggefährt Darkwing Ducks steuern (jedoch zumeist nicht professionell landen) und ist Darkwing Ducks offizieller Untergebener. Die Figur stammt ursprünglich aus der Serie DuckTales. Er ist ein großer Fan von Darkwing Duck und hat den Donnerquack selbst gebaut.
- Alfred Wirrfuß (Honker Muddlefoot), der schüchterne Nachbarssohn und beste Freund von Kiki, ist hochintelligent und sehr belesen. Er bildet den vernünftigen Gegenpol zur quirligen Kiki.

### Die Enten der Gerechtigkeit
- Dingsbums Duck (Gizmoduck) kommt von Zeit zu Zeit aus Entenhausen nach St. Erpelsburg, um die dortige Polizei und auch Darkwing Duck im Kampf gegen das Verbrechen zu unterstützen. Er und Darkwing Duck hegen eine beiderseitige Abneigung gegenüber einander und versuchen sich bei ihren gemeinsamen Einsätzen ständig gegenseitig zu übertreffen. Beide sind miteinander auch im bürgerlichen Leben bekannt, wissen jedoch von der jeweiligen Geheimidentität des anderen nichts. Die Figur Dingbums Duck stammt ebenso wie die Figur Quack aus der Zeichentrickserie DuckTales. Die Figur Dingsbums Duck erhielt in der Serie DuckTales den Namen „Krach-Bumm-Ente“, da die Serie Darkwing Duck in Deutschland vor der zweiten Staffel von DuckTales erschien. Dingsbums Ducks geheime Identität ist Otto Frühauf (in der englischsprachigen Originalfassung, wie auch in der deutschsprachigen Fassung von „DuckTales“: Fenton Crackshell).
- Morgana Makaber (Morgana Macawber) ist Darkwing Ducks große Liebe. Sie hat eine kriminelle Vergangenheit und obwohl dies sowie ihre Verwandtschaft den Umgang mit ihr nicht gerade einfach gestalten, überwand sie diese Probleme mit Darkwing Ducks Hilfe größtenteils. Trotzdem fällt es ihr gelegentlich schwer Versuchungen zu widerstehen. Sie verfügt über mächtige Zauberkräfte, die im Kampf gegen das Verbrechen allerdings nur selten hilfreich sind, da selten das passiert, was passieren soll. Ihre zahme Spinne Archibald (engl. Archie) und ihre zahmen Fledermäuse Schnatter und Flatter (engl. Eek und Squeak) unterstützen sie bei jedem Vorhaben. Die Figur basiert auf Morticia aus der Addams Family.
- Stegmann (Steggmutt), sein Spitzname ist „Stegi“, ist ein ehemaliger Museumswärter, der vom verrückten Professor Fossil in einen aufrecht gehenden Stegosaurus verwandelt wurde – was seine körperlichen Kräfte enorm ansteigerte und den Entwicklungsstand seines Gehirns und damit einhergehend seine Intelligenz enorm verringerte. Seit er von Darkwing Duck vom verderblichen Einfluss Professor Fossils befreit wurde, ist er Darkwing Duck treu ergeben – was mangels seiner Intelligenz nicht immer von Vorteil für Darkwing Duck ist.
- Neptunia ist eine intelligente Fischmutantin. Durch die chemische Meeresverschmutzung wurde aus dem Fisch ein Mutant, der der Zivilisation den Kampf angesagt hat. Von Darkwing Duck geläutert, stießen sie und ihr zahmer Tintenfisch zu den „Enten der Gerechtigkeit“ – obwohl sie immer wieder betont, keine Ente zu sein.

### Die fürchterlichen Fünf
- Fiesoduck (Negaduck) ist Darkwing Ducks böser Doppelgänger und gleichzeitig Anführer der kriminellen Gruppierung der fürchterlichen Fünf. Er verfügt im Gegensatz zu der Mehrheit der Mitglieder seiner Gruppierung nicht über Superkräfte, gleicht diesen Mangel aber mit seiner Hinterlist und seinem Talent für perfide Pläne aus. Seine Pläne scheitern oftmals eher zufällig als durch Darkwing Ducks Eingreifen. Fiesoduck macht sich seine Ähnlichkeit zu Darkwing Duck auch ab und an zu Nutze, um seinem Erzfeind damit zu schaden, falschen Verdacht auf ihn zu lenken und andere zu täuschen. Fiesoduck ist der Herrscher des „Kontrauniversum“ (was gleichzeitig sein Geheimversteck ist). Während der ganzen Serie wird nie klar, ob Fiesoduck wie Darkwing auch eine andere bürgerliche Identität hat sowie ob Fiesoduck bekannt ist, dass Darkwing Duck in Wirklichkeit Eddie Erpel ist. Fiesoduck ist der Hauptantagonist der Serie. Über seine Herkunft gibt es unterschiedliche Angaben, so wird einerseits angenommen, dass er Darkwings Cousin wäre, andererseits gibt es auch die Annahme, wonach er aus dem Kontraversum stamme, einer Parallelwelt zu Sankt Erpelsburg, in der alles umgekehrt ist.

- Megavolt beherrscht die Elektrizität und kann Blitze aus seinen Fingerspitzen abschießen. Er war ein Klassenkamerad von Eddie Erpel namens Ottokar Funkenspotz (im englischsprachigen Original: Elmo Sputterspark), bevor er sich bei einem Selbstversuch unfreiwilligerweise einer großen Menge statischer Elektrizität aussetzte. Ursprünglich wollte er sich „Megawatt“ nennen, da dieser Name aber schon vergeben war, nannte er sich spontan „Megavolt“. Seine Leidenschaft ist das Sammeln von Glühbirnen; er ist besessen von dem Ziel, die Elektrogeräte der Welt von ihrem Dasein als Gebrauchsgegenstände zu befreien. Gelegentlich arbeitet er auch mit Quackerjack zusammen und sorgt dabei für ein heilloses Chaos. Da er praktisch ständig unter Strom steht, verträgt er allerdings kein Wasser. Die Inspirationsquelle für die Figur Megavolt ist der Schurke aus dem Spider-Man-Universum Electro, der ebenfalls einen unter Strom stehenden Körper besitzt.

- Professor Benjamin „Benni“ Buxbaum (im englischsprachigen Original: Dr. Reginald Bushroot) mutierte bei einem wissenschaftlichen Selbstversuch zum Ente-Pflanze-Hybriden und nutzt nun seine Verbindung mit den Pflanzen aus, um Verbrechen zu begehen und um langfristig die Weltherrschaft zu errichten (und wohl auch um sich an der Welt für die vor seiner Mutation erlittenen Kränkungen zu rächen). Meist ist er jedoch weniger an Verbrechen, sondern mehr an der Schaffung eines Gefährten oder wahren Freundes interessiert; zur echten Gefahr wird er nur als Mitglied der „Fürchterlichen Fünf“. Sein treuer Gefährte ist Hasso, eine sehr bewegliche fleischfressende Pflanze mit sehr caniidem Habitus. Buxbaum basiert auf der Schurkin aus dem Batman-Universums Poison Ivy, was sich insbesondere durch seine Fähigkeit, Pflanzen zu steuern und mit ihnen zu kommunizieren, ausdrückt.

- Der Liquidator war einst Inhaber einer Mineralwasserfirma namens Knut Flut (im englischsprachigen Original: Bud Flood). Beim Versuch, das Mineralwasser seiner Konkurrenten mit einer speziellen Säure zu vergiften, wurde er von Darkwing Duck unbeabsichtigt in selbige gestoßen. Diese Szene ist stark an eine Szene aus dem Spielfilm Batman angelehnt, in der Jack Napier in einen Säurebehälter fällt und zum „Joker“ wird. Der Liquidator verwandelte sich. nachdem er mit der Säure in Kontakt gekommen ist, in ein Wasserwesen, welches allerdings immer noch den Jargon eines Unternehmers gebraucht. Er ist praktisch unbezwingbar, das Wasser und er sind eins – mit allen Stärken und auch Schwächen. Ebenfalls an seiner Seite sind zwei Verkäuferinnen, die jedoch immer kostümiert in Erscheinung treten. Der Liquidator ist an den Hydro-Man angelehnt, einem aus Wasser bestehenden, formwandelnden Gegenspieler Spider-Mans.

- Quackerjack ist ein verrückter Krawallmacher im Hofnarrenkostüm („Zeit zum Spielen!“). Einst war er Spielzeugfabrikant, wurde jedoch durch Videospiele, besonders „Wiffle Boy“, aus dem Geschäft gedrängt, was ihn verrückt machte. Er beeindruckt vor allem durch sein explosives oder anderes gefährliches Spielzeug. Zudem scheint er an Schizophrenie bzw. einer Persönlichkeitsspaltung zu leiden, was sich darin ausdrückt, dass er eine Puppe mit Namen „Meister Bananengrips“ (im englischsprachigen Original: Mr. Banana Brain) mitführt und diese als eine Art Bauchrednerpuppe verwendet, um den Anschein zu erwecken, dass diese ein Lebewesen sei, welches mit ihm und anderen kommunizieren könne. In Episode 56, Mortadello, das Geheimnis aus der Schachtel ist er gezwungen mit Darkwing Duck zusammenarbeiten, um den Geist Mortadello zu bekämpfen. Quackerjack basiert auf Batmans Erzfeind Joker und Supermans Gegenspieler Toyman, die beide ebenfalls Spielzeug in gefährliche Waffen verwandeln können.[2]

### F.O.W.L.
- Eisenbeiß (im englischsprachigen Original: Steelbeak) ist einer der wichtigsten Agenten der kriminellen Vereinigung „Fiese Organisation für weltweite Lumpereien“ (F.O.W.L.) und Darkwing Duck zumindest körperlich überlegen. Seine Pläne scheitern immerzu an seiner Arroganz, seiner Eitelkeit und der Unterschätzung Darkwing Ducks. Seine Handlanger sind die Dotterköpfe. Die Führungsfiguren der Organisation werden in der Serie nur als Schatten gezeigt. Eisenbeiß ist eine Parodie auf den klassischen James-Bond-Bösewicht, der seinen Erzfeind lieber in einer ausweglosen Situation mit meist absurder Todesart zurücklässt, anstatt ihn zu töten, wenn er die Gelegenheit dazu hat. Insbesondere wurde Eisenbeiß inspiriert durch den Bond-Schurken Jaws (Beißer) aus den Filmen Der Spion, der mich liebte und Moonraker – Streng geheim, der über ein Stahlgebiss verfügt, während Eisenbeiß (als anthropomorpher Hahn) einen Schnabel aus Stahl besitzt.

- Salpetra Schniefschnabel (im englischsprachigen Original: Ammonia Pine) ist ebenfalls eine wichtige Agentin der Organisation F.O.W.L. Die ehemalige Reinigungskraft war ursprünglich Raumpflegerin in einem Forschungslabor, bis es dort einen Unfall mit Desinfektionsmittel gab und sie giftige Dämpfe einatmete. Salpetra leidet seitdem unter einem Zwang zur Reinlichkeit und an einer Obsession für Reinigungsmittel. Salpetra hegte eine starke Zuneigung zu ihrem Kollegen Eisenbeiß, der ihre Gefühle aber nicht erwidert.

- Gloria Glibbrich (im englischsprachigen Original: Ample Grime) ist die Schwester von Salpetra Schniefschnabel und ebenfalls für F.O.W.L. tätig. Sie ist im Gegensatz zu ihrer Schwester besessen von Schmutz, was die Kooperation zwischen den beiden erschwert.

### Weitere Schurken
- Tuskerninni ist ein krimineller Filmregisseur, der seine Verbrechen immer filmen lässt und von drei stummen Pinguinen als eine Art Filmcrew begleitet wird. Sein Name ist eine Anspielung auf den italienischen Dirigenten Toscanini; tusk ist englisch für Stoßzahn, ein Hinweis darauf, dass er ein Walross ist.
- Klatu, Barata und Niktu (im englischsprachigen Original: Flarg, Barada und Nikto) sind Verbrecher aus dem All und sehen mit Ausnahme ihrer Augen und ihrer mit Saugnäpfen bewehrten Beine genau wie normale Hüte aus. Wer sie aufsetzt, gerät in ihre Gedankenkontrolle. Sie reagieren äußerst empfindlich auf Pfeffer. Ihr größter Feind ist Alfred Wirrfuß, der sie zweimal überlisten und ausschalten konnte, weswegen er auf dem Heimatplaneten der Hüte als Held gefeiert wird. Die Namen der außerirdischen Gehirnparasiten stammen ursprünglich aus dem B-Film Der Tag, an dem die Erde stillstand, in dem ein Außerirdischer einem Roboter immer wieder den Befehl „Klaatu Barada Nikto“ gibt.
- Torro Bulba (im englischsprachigen Original: Taurus Bulba) ist ein Mafiaboss, der St. Erpelsburg beherrschen wollte. Er ließ Kikis Großvater ermorden und wollte anschließend Kiki entführen, da er glaubte, dass sie im Besitz eines Codes für eine Superwaffe war. Er ist der erste große Gegner von Darkwing Duck. Obwohl er augenscheinlich bei einer Explosion ums Leben gekommen war, konnte er von F.O.W.L. als Cyborg wieder ins Leben gerufen werden – eine Anspielung darauf, dass Schurken in Comics immer wieder auf verrückteste Art und Weise zurück ins Leben kehren, obwohl sie längst tot sein müssten. Sein Name ist abgeleitet von der Romanfigur Taras Bulba. Sein Vorname ist eine Anspielung auf toro, das spanische Wort für Stier. Seine Gehilfen sind Donnerhorn, Maul und Klaue.
- Professor Moliarty ist ein verrückter und genialer Wissenschaftler und befehligt das Reich von Maulwürfen (im englischsprachigen Original: moles), wie er selbst auch einer ist. Er basiert auf der Romanfigur des Prof. Moriarty.
- Abstrusa Abstrakta (im englischsprachigen Original: Splatter Phoenix, in der deutschsprachigen Fassung auch Lautrec genannt) ist eine verrückte Künstlerin, deren Werke keiner kaufen wollte, weshalb sie sich entschloss, kriminell zu werden. Sie hat einen Wunderpinsel entwickelt, mit dem sie Zeichnungen lebendig werden lassen und sich selbst in Gemälden verstecken kann.
- Jambalaya Jambo (im englischsprachigen Original: Jambalaya Jake) ist ein hinterwäldlerischer Wicht, der zusammen mit seinem zumindest ihm gegenüber zahmen Krokodil Gumbo nach Sankt Erpelsburg reist, um einem Gelderwerb nachzugehen.

### Weitere Charaktere
- Familie Wirrfuß (im englischsprachigen Original: Muddlefoot) sind Darkwing Ducks verhasste Nachbarn und stellen eine sozialsatirische Anspielung auf die amerikanische Durchschnittsfamilie dar. Die Familie besteht aus Vater Herb, Mutter Binky sowie den Söhnen Herb junior (engl. Tank) und Alfred. Während die Eltern sehr naiv aber sympathisch sind und nicht erkennen, dass Eddie Erpel sie verachtet, ist Alfred intelligent und Herb junior ein aggressiver und rebellischer Jugendlicher.
- Direktor Julius Ganter (im englischsprachigen Original: Dr. J. Gander) ist das Oberhaupt der für Verbrechensbekämpfung zuständigen Organisation S.H.U.S.H., für die Darkwing als freier Mitarbeiter gelegentlich Aufträge erfüllt.
- Agent Hector Bonaparte Grizzlikopf (im englischsprachigen Original: Vladimir Godunov Gryzlikoff) ist S.H.U.S.H.-Chefagent und die rechte Hand von Direktor Ganter. Der mürrische, russische Musteragent verabscheut Darkwing Ducks unkonventionelle Verbrechensbekämpfungsmethoden zutiefst.
- Flitzbogen-Quack (im englischsprachigen Original: Quiverwing Quack) ist Kikis Superhelden-Alter Ego, als die sie – sehr zum Leidwesen ihres Adoptivvaters Darkwing Duck – mit Pfeil, Bogen und der Hilfe ihres Assistenten „Rötlicher Pfeil / Arrowkid“ (Alfred) Bösewichter zu bekämpfen sucht. Beide Charaktere sind Anspielungen auf den DC Comics-Helden Green Arrow bzw. dessen Begleiter Red Arrow. Eine weitere Heldenidentität von Kiki ist die „Scharlachrote Quackine“.

## Entstehung
Die Serie entstand als kurzfristiger Ersatz für Disneys Plan, die 1959–1964 ausgestrahlte The Rocky and Bullwinkle Show neu aufzulegen. Kurz nach Produktionsbeginn stellte Disney fest, dass sich lediglich die Rechte der VHS-Vermarktung, nicht aber die an Figuren und Orten im Besitz der Firma befanden.
Auf Grundlage der Arbeiten des kubanisch-amerikanischen Disney-Zeichners Michael Perazas, u. a. Erfinder von Serien wie Käpt’n Balu und seine tollkühne Crew und Goofy und Max, entstand die Serie als Spin-off der sehr erfolgreichen Zeichentrickserie DuckTales, ebenfalls eine Schöpfung Perazas. In der Folge 48, Ein Bruchpilot spielt 007, wird Quack, der spätere Sidekick in Darkwing Duck, zum Superagenten. Quack sollte die Hauptfigur der Serie Double-O-Duck (Originaltitel der Folge) werden. Als sich herausstellte, dass die James Bond betreffenden Lizenzrechte, dessen Rechteinhaber die kalifornische Danjaq Holding war, einer Veröffentlichung unter dem Titel im Wege stünden, wurde stattdessen die Idee aus einer anderen DuckTales-Folge zu Rate gezogen. In Folge 92, Der maskierte Enterich (The Masked Mallard), schlüpft Dagobert Duck in ein violettes Cape, um in Anonymität das Verbrechen in Entenhausen zu bekämpfen. Der Disney-Zeichner Tad Stones entwarf daraufhin die Figur des Darkwing Duck und ernannte eine umgestaltete Version des Bruchpiloten Quack zum Sidekick der Serie. Der Name der Episode wurde zum Beinamen der Hauptfigur Eddie Erpel. In Anspielung auf die Vorgeschichte der Serie schlägt Eddie Erpel in der Folge 48, Quack oder Duck, das ist die Frage, vor, sich selbst fortan „Double-O-Duck“ zu nennen und Quack bezeichnet diese Idee als lächerlich.
Jim Cummings bezeichnete die Sprechrolle des Darkwing Duck als seine Lieblingsarbeit. Dies begründete er mit dem hohen Maß an ad-lib, der Tatsache, weite Teile seiner Rolle frei intonieren zu dürfen.
Obwohl mit Bruchpilot Quack und der Krachbumm-Ente Figuren aus DuckTales in der Serie vertreten sind und Folge 72, Eisenbeiß plant ein großes Ding, Bezug auf Dagobert Duck genommen wird, spielen DuckTales und Darkwing Duck, laut der Aussage von Tad Stone, in alternativen Universen. Quack war die erste animierte Fernsehfigur Disneys, die in zwei verschiedenen animierten Serien des Studios vorkommt.
Eine als Spin-off geplante Zeichentrickserie namens Justice Ducks, in dem Darkwing Duck und die Krachbumm-Ente in Gesellschaft anderer Superhelden hätten erscheinen sollen, konnte nie verwirklicht werden.

## Veröffentlichung
Die Serie wurde ab dem 8. September 1991 in den USA ausgestrahlt. In den USA wurde die Folge 7 der dritten Staffel, Die Hokus-Pokus-Akademie (Originaltitel: Hot Spells), nur ein Mal ausgestrahlt. In dieser will Kiki wie Morgana das Zaubern lernen und geht in eine Zauberschule. In Deutschland wurden 53 Folgen der Serie erstmals in der ARD-Kindersendung Disney Club zwischen 1993 und 1994 ausgestrahlt. Die Erstausstrahlung der weiteren Folgen übernahm im Dezember 1998 der Sender Super RTL. Die Serie wurde mehrfach bei Super RTL, Kabel 1, Toon Disney, Disney XD (Deutschland) und beim Disney Channel wiederholt.

## Adaptionen
Ab 1993 bearbeitete das Rabbit-Studio aus Bönningstedt für Karussell und Disneyland Records die originalen Tonspuren zu zehn Darkwing-Duck-Hörspielen. Es handelt sich um Doppelfolgen mit Michael Harck als Erzähler.
Im Jahr 1991 erschien in den USA eine vierteilige Comicadaption der Serie. Ab dem Jahr 2010 erschien in den USA eine neue Darkwing-Duck-Comicreihe mit 18 Ausgaben (die mit der vierteiligen Pilotgeschichte The Duck Knight Returns begann, einer Parodie auf Batman – Die Rückkehr des Dunklen Ritters von Frank Miller) vom Boom! Comics. Die ersten 12 Hefte erschienen 2013 auf Deutsch in Lustiges Taschenbuch Premium 5: Darkwing Duck – Der Schrecken der Nacht. Weitere Geschichten wurden dann im Lustigem Taschenbuch Premium 13 und 21 abgedruckt.
Seit 2023 erscheinen bei Dynamite Entertainment wieder neue Darkwing Duck Comics, die bisher noch nicht auf Deutsch veröffentlicht wurden.
1992 entwickelte Capcom ein Jump ’n’ Run Computerspiel für den NES, das 1993 auf den Gameboy portiert wurde. In dem Spiel terrorisiert die Verbrecherorganisation F.O.W.L. St. Erpelsburg. Nur Darkwing Duck kann Quackerjack, Wolfduck und die anderen Ganoven bekämpfen. Direktor Julius Ganter beamt Darkwing Duck mit dem Donnerquack dorthin. 2017 wurde es als Teil der Disney Afternoon Collection für PC und Konsolen neuaufgelegt.

## Auszeichnungen
Anni Award
- 1992: Nominierung als „beste animierte TV-Serie“
- 1992: Auszeichnung Jim Cummings’ (für die Sprechrolle Darkwing Ducks)

Daytime Emmy
- 1992: Nominierung als „herausragende neue Animationsserie“
- 1993: Nominierung als „herausragende neue Animationsserie“

Kids' Choice Awards, USA
- 1993: Nominierung als Lieblingscartoon

Die amerikanische Medien-Webseite IGN ernannte die Serie zu Platz 93 der besten animierten Serien aller Zeiten.

## Belege
1. ↑  Benjamin Bode: Darkwing Duck Titelmelodie. Archiviert vom Original (nicht mehr online verfügbar) am 30. Oktober 2008; abgerufen am 10. Juli 2011.
2. 1 2  Darkwing Duck bei disney.wikia.com, abgerufen am 24. Februar 2015.
3. ↑  inkandpaintclub-peraza: Bullwinkled. In: inkandpaintclub-peraza. 14. August 2010, abgerufen am 26. Dezember 2019.
4. ↑  inkandpaintclub-peraza: Bullwinkled. In: inkandpaintclub-peraza. 14. August 2010, abgerufen am 26. Dezember 2019.
5. ↑  Jim Hill: Tube Thursday : The „Disney Afternoon“ shows that you didn't get to see. Abgerufen am 26. Dezember 2019 (englisch).
6. ↑  Darkwing Duck (TV Series 1991–1992) – IMDb. Abgerufen am 26. Dezember 2019.
7. ↑  DARKWING DUCK Is an Alternate Reality, Not a DUCKTALES Spinoff | Nerdist. 13. September 2016, archiviert vom Original (nicht mehr online verfügbar) am 13. September 2016; abgerufen am 26. Dezember 2019.
8. ↑  Darkwing Duck (TV Series 1991–1992) – IMDb. Abgerufen am 26. Dezember 2019.
9. ↑  Darkwing Duck (TV Series 1991–1992) – IMDb. Abgerufen am 26. Dezember 2019.
10. ↑  Die Hokus-Pokus-Akademie bei fernsehserien.de, abgerufen am 24. Februar 2015.
11. ↑  Sendechronik von Darkwing Duck. In: fernsehserien.de. Abgerufen am 29. März 2020.
12. ↑  Hans Joachim Herwald: Hörspiele V W X. In: Rabbit-Studio. Abgerufen am 12. November 2024.
13. ↑  Darkwing Duck: The Duck Knight Returns bei sdb-film.de, abgerufen am 24. Februar 2015.
14. ↑  IGN – 93. Darkwing Duck. Abgerufen am 26. Dezember 2019.